# A2 (Bulgarije)
De A2 of Hemoes (Bulgaars: Хемус) is een autosnelweg in Bulgarije. Als de weg voltooid is zal hij van Sofia via Sjoemen naar de kuststad Varna lopen. De A2 zal dan 433 kilometer lang zijn.
Op dit moment is de A2 in gebruik tussen Sofia en Janiblatsa en tussen Sjoemen en Varna.
De weg is genoemd naar het Balkangebergte waar de A2 doorheen loopt. Hemoes is een oude naam voor dat gebergte.
A1 - Trakija · 
A2 - Hemoes · 
A3 - Stroema · 
A4 - Maritsa · 
A5 - Tsjerno More · 
A6 - Europa · 
A7 - Veliko Tarnovo-Ruse · 
Noordelijke randweg van Sofia · 
Botevgrad-Vidin expresweg